# Zhantang (sockenhuvudort i Kina, Jiangxi Sheng, lat 25,42, long 115,79)
Zhantang är en sockenhuvudort i Kina. Den ligger i provinsen Jiangxi, i den sydöstra delen av landet, omkring 360 kilometer söder om provinshuvudstaden Nanchang. Antalet invånare är 15 173. Befolkningen består av 7 424 kvinnor och 7 749 män. Barn under 15 år utgör 29,0 %, vuxna 15-64 år 63 %, och äldre över 65 år 7,0 %.
Runt Zhantang är det ganska tätbefolkat, med 155 invånare per kvadratkilometer. Närmaste större samhälle är Zhoutian, 11,6 km sydväst om Zhantang. I omgivningarna runt Zhantang växer huvudsakligen savannskog.
Genomsnittlig årsnederbörd är 1 936 millimeter. Den regnigaste månaden är maj, med i genomsnitt 372 mm nederbörd, och den torraste är oktober, med 18 mm nederbörd.